# Vidzgiris

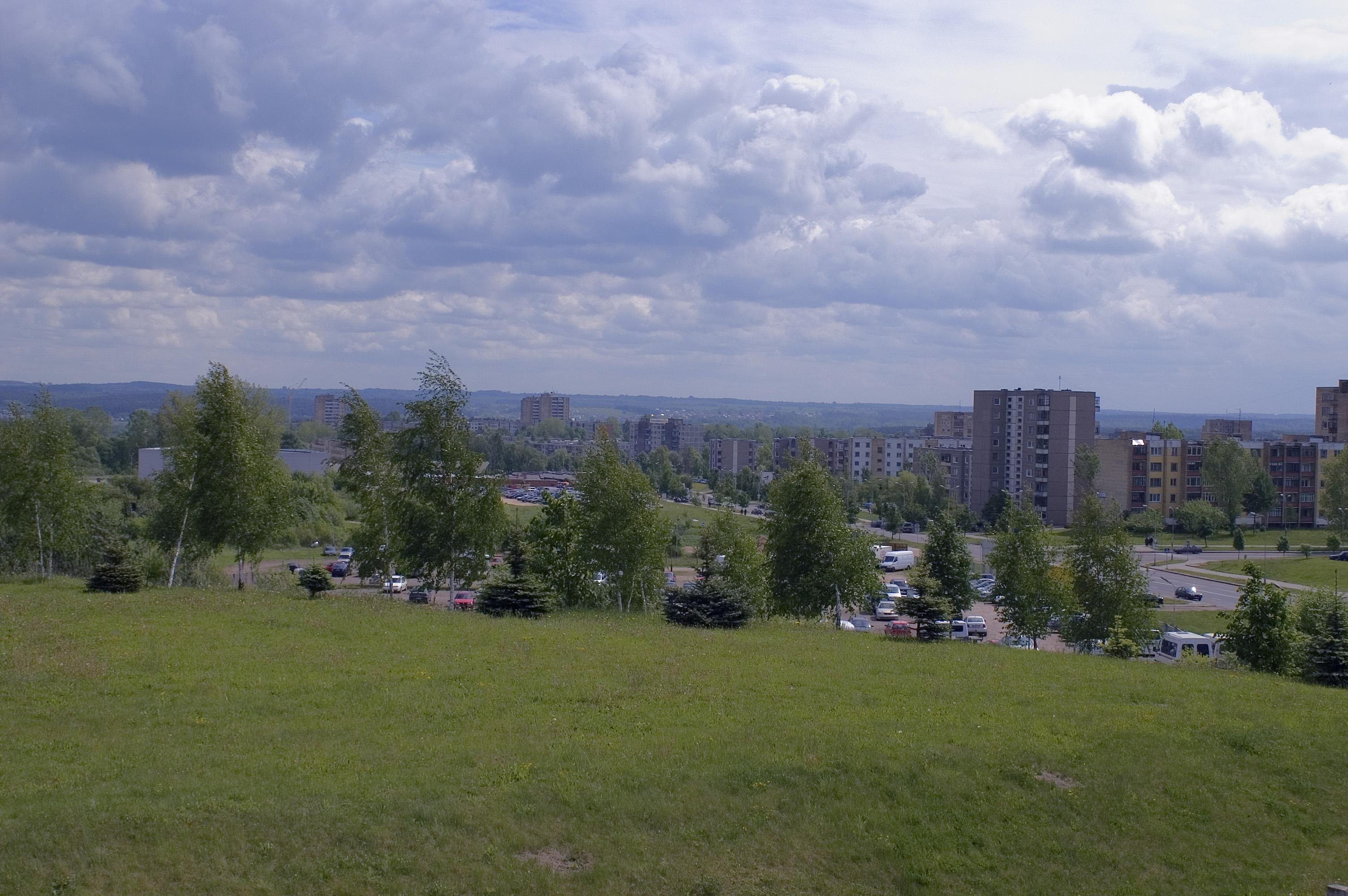
Vidzgiris

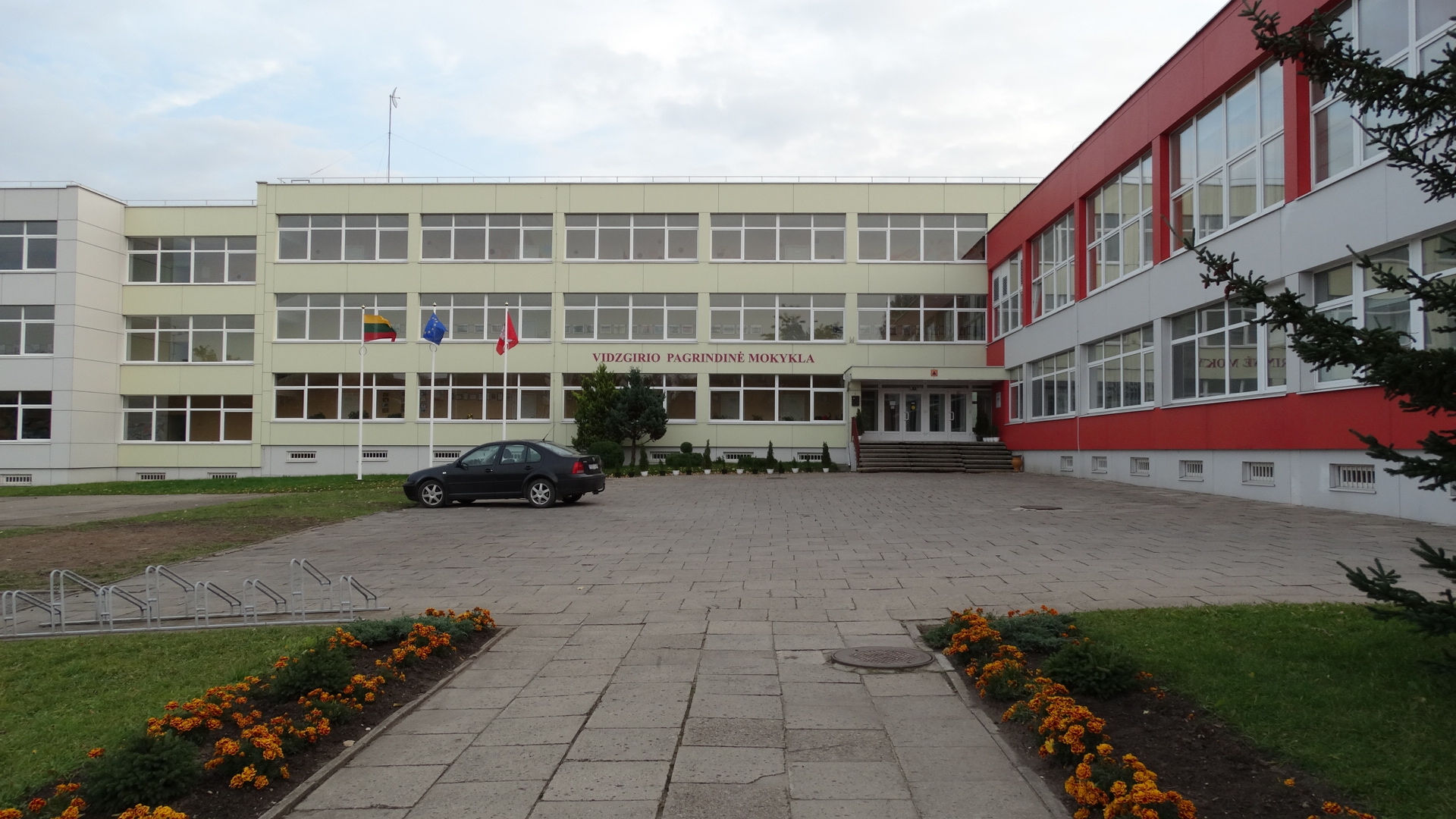
Vidzgirio-Hauptschule

Vidzgiris (von lit. giria, 'Forst') ist ein Stadtteil in der Stadtgemeinde Alytus, im südlichen Litauen. Es entstand als ein Mikrorajon in Sowjetlitauen. Vidzgiris befindet sich westlich vom Zentrum der Stadt Alytus. Hier gibt es ein römisch-katholisches Gymnasium, drei Hauptschulen, ein Postamt, das „Vėtrungės“-Denkmal und ein Geschäft (Supermarkt). Nordwestlich gibt es eine römisch-katholische Mariahilfkirche Alytus, erbaut 2001. Im Stadtteil liegt der Wald Vidzgiris, ein Stadtpark und botanisches Schutzgebiet. Im Park gibt es einen jüdischen Friedhof.

## Geschichte
1977 baute man die 8. Mittelschule Alytus (ab 2009 Vidzgirio-Hauptschule), 1984 die 10. Mittelschule Alytus (jetzt Volungės-Hauptschule).  und 1989 die 12. Mittelschule Alytus (jetzt Hauptschule Likiškėliai). Von  1991 bis 2001 baute man eine römisch-katholische Kirche. 1991 gründete man eine römisch-katholische Grundschule, die 1996 geöffnet, 1998 zur Mittelschule und 2006 zum Gymnasium wurde.
2000 wurde hier ein Fußball-Club FK Vidzgiris Alytus gegründet. Im Winter 2011 fusionierte er mit dem Club FK Alytis zum FK Dainava.

## Personen
- Ramūnas Skaudžius (* 1985), Chemiker und Politiker, Vizeminister der Bildung und Wissenschaft

Koordinaten: 54° 24′ N, 24° 1′ O